# Gestreifter Buntbarsch
Der Gestreifte Buntbarsch (Etroplus suratensis (benannt nach der indischen Stadt Surat an der Küste des Arabischen Meeres)) kommt an der Küste Indiens und Sri Lankas in küstennahen Süßgewässern, im Brackwasser und im Meer vor. 

## Merkmale
Er hat einen scheibenförmigen, sehr hochrückigen und seitlich stark abgeflachten Körper und wird bis zu 40 Zentimeter lang. Weibchen bleiben etwas kleiner. Ansonsten sind die Geschlechter kaum zu unterscheiden. Das relativ kleine Maul ist endständig. Die Grundfarbe der Fische ist variabel und je nach Fundort grauschwarz, grünlich, gelblich oder rötlich. Der untere Bereich der Körperseiten erscheint wegen der lackschwarz umrandeten Schuppen schwärzlich, der Bauch weiß. Kopf, Körper und Flossenbasen sind mit zahlreichen silbrigen bis perlmuttfarbenen Punkten besetzt, weshalb der Buntbarsch im englischen „Pearlspot“ genannt wird. Die Flossen sind bläulich bis grünlich, die Brustflossen gelb mit einem schwarzen Fleck an der Basis. Die Flanken sind mit 6 bis 7 in den meisten Fällen nicht sehr deutlich sichtbaren Querbinden gemustert. Im Meer oder stark salzigem Brackwasser lebende Tiere sollen farbenprächtiger und zur Laichzeit tiefschwarz oder purpurrot sein.
Flossenformel: Dorsale XVIII–XIX/14–15, Anale XII–XIII/11, Pectorale 15–16.
Schuppenformel: mLR 35–40.

## Lebensweise
Der Gestreifte Buntbarsch kommt vor allem in Brackwasser vor, z. B. in den Backwaters im südwestindischen Bundesstaat Kerala, in Lagunen und den Mündungen größerer Flüsse. Er geht nur zeitweise in reines Süßwasser und ist selbst im küstennahen Meer anzutreffen. Er ernährt sich von allerlei pflanzlichem Material, Fadenalgen und Insekten. Gestreifte Buntbarsche sind Substratlaicher, die ihr Gelege offen auf Steinen oder Holzstücken befestigen. Die Fische bilden eine Elternfamilie, beide Eltern kümmern sich intensiv um Eier und Jungfische. 